# Садри Алышик
Садри Алышик (тур. Sadri Alışık, имя при рождении Мехмет Садреттин Алышик; 5 апреля 1925 — 18 марта 1995) — турецкий актёр театра и кино.

## Биография
Родился 5 апреля 1925 года в Стамбуле в семье Раффета и Саффет Алышик. Отец будущего актёра был капитаном на корабле и редко бывал дома.
Ещё будучи ребёнком заинтересовался театральным искусством, во время учёбы в школе играл в пьесе Адалы Халиля.
Учился в стамбульском лицее для мальчиков. Затем изучал рисование в Академии изящных искусств. Одновременно с этим играл в ряде театров.
В 1946 году Алышик дебютировал в кино. Он сыграл роль второго плана в фильме Фарука Кенча «Невинный» (тур. Günahsızlar). Затем играл в исторических фильмах. Свою первую главную роль исполнил в историческом фильме «Город, спасший себя» (тур. Kendini Kurtaran Şehir), посвящённом борьбе жителей Кахраманмараша против французских оккупантов в период войны за независимость.
В 1950-60-х годах сыграл во множестве криминальных драм, но наибольшую известность Алышику принесла роль Рыдвана Каптана, исполненная в фильме Лютфи Акада «Yalnızlar Rıhtımı». Кроме того, на съёмках этого фильма Алышик познакомился с актрисой Чолпан Ильхан, на которой он вскоре женился.
Среди тех, кто работал с Алышиком на съёмочной площадке, были Айхан Ышик и Бельгин Дорук.
В 1964 году Алышик сыграл туриста Омера — одну из знаковых своих ролей. Этот образ стал популярным у зрителей, и запустил целую серию фильмов, он также вдохновил комедианта Джема Йылмаза на создание образа Атифа.
В этот период Алышик играл в основном комедийные роли, его персонажи были схожи с туристом Омером.
В начале 1980-х годов снялся в ряде ТВ-сериалов. Самым успешным из них оказался сериал «Высокий полёт орла» (тур. Kartallar Yüksek Uçar), сценарий к которому написал шурин Алышика Аттила Ильхан.
Последним фильмом Алышика стала вышедшая в 1994 году картина «Корзина крабов» (тур. Yengeç Sepeti), за которую он получил премию «Золотой апельсин».
Умер 18 марта 1995 года. Похоронен на кладбище Зинджирликую. В честь Алышика названы частный театр и культурный центр.

## Награды и премии
- Премия «Золотой апельсин» за лучшую роль второго плана (1971)[3];
- Премия «Золотой апельсин» за лучшую мужскую роль (1994)[3];